# بني شجين (خولان)

تعديل مصدري - تعديل

بني شجين هي إحدى قرى عزلة بني شداد بمديرية خولان التابعة لمحافظة صنعاء، بلغ تعداد سكانها 327 نسمة حسب تعداد اليمن لعام 2004.